# Адміністративний устрій Шевченківського району (Харківська область)
Адміністративний устрій Шевченківського району — адміністративно-територіальний поділ Шевченківського району Харківської області на 1 селищну та 16 сільських рад, які об'єднують 60 населених пунктів та підпорядковані Шевченківській районній раді. Адміністративний центр — смт Шевченкове.

## Список радШевченківського району
| №  | Назва                               | Центр                | Населені пункти | Площа км² | Місце за площею | Населення (2001), чол. | Місце за населенням |
| -- | ----------------------------------- | -------------------- | --- | --------- | --------------- | ---------------------- | ------------------- |
| 1  | Шевченківська селищна рада          | смт Шевченкове       | смт Шевченкове c. Верхньозорянське c. Зорянське c. Михайлівка c. Огурцівка c. Первомайське c. Раївка c. Сазонівка c. Троїцьке |           |                 |                        |                     |
| 2  | Аркадівська сільська рада           | c. Аркадівка         | c. Аркадівка c. Роздольне c. Микільське                                                                                       |           |                 |                        |                     |
| 3  | Безмятежненська сільська рада       | c. Безмятежне        | c. Безмятежне c. Кравцівка c. Миропілля c. Полтава c. Станіславка c. Старий Чизвик                                            |           |                 |                        |                     |
| 4  | Березівська сільська рада           | c. Березівка         | c. Березівка c. Баранове |           |                 |                        |                     |
| 5  | Борівська сільська рада             | c-ще Борівське       | c-ще Борівське |           |                 |                        |                     |
| 6  | Василенківська сільська рада        | c. Василенкове       | c. Василенкове c. Худоярове                                                                                                   |           |                 |                        |                     |
| 7  | Великохутірська сільська рада       | c. Великі Хутори     | c. Великі Хутори c. Журавка                                                                                                   |           |                 |                        |                     |
| 8  | Волосько-Балаклійська сільська рада | c. Волоська Балаклія | c. Волоська Балаклія |           |                 |                        |                     |
| 9  | Гетьманівська сільська рада         | c. Гетьманівка       | c. Гетьманівка c. Лелюківка c. Малі Кринки c. Мостове c. Одрадне c. Тетянівка                                                 |           |                 |                        |                     |
| 10 | Нижньобурлуцька сільська рада       | c. Нижній Бурлук     | c. Нижній Бурлук c. Володимирівка c. Іванівка c. Михайлівка c. Смолівка c. Шевченкове c. Шишківка                             |           |                 |                        |                     |
| 11 | Новомиколаївська сільська рада      | c. Новомиколаївка    | c. Новомиколаївка |           |                 |                        |                     |
| 13 | Петрівська сільська рада            | c. Петрівка          | c. Петрівка c. Горожанівка c. Іванівка                                                                                        |           |                 |                        |                     |
| 14 | Петропільська сільська рада         | c. Петропілля        | c. Петропілля c. Гроза c. Колісниківка c. Максимівка c. Олександрівка c. Олексіївка c. Самарське c. Ставище c. Сумське        |           |                 |                        |                     |
| 15 | Семенівська сільська рада           | c. Семенівка         | c. Семенівка c. Богодарівка c. Новий Лиман c. Новостепанівка                                                                  |           |                 |                        |                     |
| 16 | Сподобівська сільська рада          | c. Сподобівка        | c. Сподобівка c. Дуванка c. Федорівка                                                                                         |           |                 |                        |                     |
| 17 | Старовірівська сільська рада        | c. Старовірівка      | c. Старовірівка |           |                 |                        |                     |

* Примітки: м. — місто, с-ще — селище, смт — селище міського типу, с. — село